# Nowiczka
Nowiczka (ukr. Новичка) – wieś na Ukrainie, w  obwodzie iwanofrankiwskim, w rejonie dolińskim.